# Олесь Прудников
Пру́дников Олесь (Олекса́ндр Трохи́мович) (біл. Алесь (Аляксандр Трафімавіч) Пруднікаў; 1 (14) квітня 1910, село Старий Дєдін Климовицького повіту Могилевської губернії — 5 серпня 1941, село Утукі Кондопожського району Карело-Фінської РСР) — білоруський поет у зоні окупації СССР. Двоюрідний брат письменника Павла Прудникова.

## Біографія
Народився в селянській родині. Батько Трохим був призваний на фронт під час першої світової війни, був важко поранений і помер. У складний час воєн Алесь довго не міг знайти стабільного місця навчання. У 1924–1930 рр. навчався в семирічній школі в сусідньому селі Мілославіци. У 1930 р. працював на будівництві залізниці Осиповичі — Могильов — Рославль, потім — на новобудовах Мінська, з 1931 р. — на республіканській книжкової базі, у Державному видавництві Білорусі, в БелТА. Навчався на творчому відділенні Мінського педагогічного інституту (1932–1933 рр.). У березні 1933 р. був заарештований, але через вісім місяців був звільнений з в'язниці і відразу ж призваний до лав Червоної Армії, де прослужив до 1935 р. У 1935–1936 рр. був співробітником Климовицькому районної газети «Комуна». Закінчив Ленінградський педагогічний інститут (1938 р.). Працював вчителем, інспектором Петровського (тепер Кондопожського) району Карельської АРСР (у 1940–1956 рр.. — Карело-Фінська РСР), одночасно навчався заочно на філологічному факультеті Карельського університету. З перших днів війни був на фронті розвідником. Загинув 5 серпня 1941 біля села Утуки Кондопозького району в Карелії. Реабілітований у 1956 р.

## Творчість
Творчу діяльність почав в 1926 році як шкільний поет разом з Павлом Прудниковим. Розгорнулися час шкільного навчання процеси белорусізаціі в БРСР посприяли тому, що Алесь створював свої вірші білоруською мовою. Паралельно був позаштатним кореспондентом деяких газет. Так, наприклад, коли був знайдений скарб старовинних монет в селі Старий Дєдін, він з Павлом написав про це репортаж в газету «Беларуская вьоска». (Докладніше про це дивіться у статті Старий Дєдін) Перші вірші з'явилися у пресі в 1930 р. У 1932 році окремим виданням вийшла поема «Земні зірки» (біл. «Зямныя зоры»), в якій описав будівництва першої п'ятирічки. Добірка віршів розміщена у збірнику «Кров'ю серця» (біл. «Крывёю сэрца», 1967 р.).

## Видання творів
- Пруднікаў, А. Зямныя зоры / Алесь Пруднікаў. — Мн., Дзяржаўнае выдавецтва Беларусі, 1932.
- Крывёю сэрца / укладальнік А. Вялюгін. — Мн., Беларусь, 1967. С. 116—122.

## Інтернет-посилання
- Алесь Пруднікаў. Біяграфія
- Рэпрэсаваныя літаратары, навукоўцы, работнікі асветы, грамадскія і культурныя дзеячы Беларусі. 1794—1991. Том II. ПРУДНІКАЎ Алесь